# Klettermaxe (1952)
Klettermaxe ist eine deutsche Filmkomödie des Regisseurs Kurt Hoffmann. Der Schwarzweißfilm nach dem gleichnamigen Kriminalroman von Hans Possendorf wurde am 15. Mai 1952 in der Filmbühne Wien in West-Berlin uraufgeführt.
Der Stoff wurde bereits 1927 unter demselben Titel als Stummfilm realisiert.

## Handlung
„Klettermaxe“, ein tollkühner Fassadenkletterer mit artistitischen Fähigkeiten, hält die Stadt in Atem. Immer wieder stellt das schwarz verkleidete Phantom Verbrecher auf frischer Tat, erleichtert sie um ihre Beute und übergibt sie der Polizei mit seinem Initialenstempel „KM“ auf der Stirn. Das erbeutete Geld führt er stets wohltätigen Zwecken zu. Obwohl seine Taten nicht immer ganz legal sind, erntet Klettermaxe in der Öffentlichkeit großen Beifall und selbst Kriminalkommissar Plessen findet Gefallen an dessen Aktionen. Umso verzweifelter sucht der Beamte nach Indizien gegen einen gewissen Malkow. Dank Klettermaxe gehen der Polizei zwar immer wieder Ganoven ins Netz, die offensichtlich von Malkow dirigiert werden. Aber handfeste Beweise oder Aussagen gegen den vermutlichen Hintermann fehlen.
Auch der Kriminalschriftsteller Max Malien hält sich, aus beruflichen Gründen, im Dunstkreis einiger Unterweltler auf. Eines Tages erhält er Besuch von seiner Cousine, der kubanischen Tänzerin Corry Bell. Enttäuscht stellt die temperamentvolle Exotin fest, dass das Privatleben ihres Vetters langweilig zu sein scheint und überhaupt nicht seinen spannenden Romanen entspricht. Von den romantischen Abenteuern des Einbrechers Klettermaxe ist sie hingegen sofort begeistert.
Unterdessen stiehlt der Kleinkriminelle Kruschke Corrys wertvolles Armband, das über einige Umwege bei dem Ganoven Dobnika landet. Wenig später kann Klettermaxe den hinterlistigen Malkow überraschen. Er nimmt ihm sämtliches Geld und seinen Pass ab, um ihn an seiner geplanten Abreise ins Ausland zu hindern. Während der Flucht muss sich Klettermaxe in Corrys Hotelzimmer verstecken. Diese ist hin und weg von dem Phantom, das sein Gesicht nach wie vor hinter einer schwarzen Maske verbirgt. Immerhin verspricht Klettermaxe Corry, seine Identität bei einer anderen Gelegenheit zu verraten. Am nächsten Tag berichtet Corry ihrem Vetter Max von den Vorkommnissen. Sie ist sogar fest dazu entschlossen, Klettermaxe zu heiraten.
Es dauert nicht lange, bis Klettermaxe auch Dobnika überrumpeln und ihm das gestohlene Armband wieder abnehmen kann. Klettermaxe ahnt nicht, dass sich Malkow, gegen den nun eindeutige Beweise vorliegen, im gleichen Hotelzimmer aufhält und heimlich die Polizei verständigt. Durch eine waghalsige Aktion gelingt es Klettermaxe zwar, Malkow der Polizei zu übergeben. Ein Polizist verfolgt nun aber auch Klettermaxe selbst. Dabei landen die beiden inmitten einer Revue mit Corry Bell, die ebenfalls die Verfolgung des von ihr geliebten Phantoms aufnimmt. Nach einer halsbrecherischen Jagd hinter den Theaterkulissen zeigt Klettermaxe der kubanischen Tänzerin sein wahres Gesicht. Diese fällt fast ihn Ohnmacht, da es sich um ihren vermeintlich langweiligen Vetter Max handelt. Er überreicht ihr das Armband und verspricht, Corrys Traum, Klettermaxe zu heiraten, wahr zu machen.

## Entstehungsgeschichte

### Vorgeschichte  und Drehbuch
Der Regisseur Kurt Hoffmann, der bereits seit 1939 erfolgreiche Filme wie Quax, der Bruchpilot (1941) oder Ich vertraue Dir meine Frau an (1943) inszeniert hatte, konnte 1951 mit der Komödie Fanfaren der Liebe seinen ersten großen Erfolg der Nachkriegszeit landen. Anschließend erhielt er das Angebot, bei der Fortsetzung Fanfaren der Ehe die Regie zu übernehmen, was er jedoch ablehnte. Stattdessen entschied sich der Regisseur unter anderem für die Realisierung eines Projekts, das ihm von den Filmproduzenten Franz Tapper (Standard-Film) und Herbert Obscherningkat (Porta-Film) angeboten wurde, die Adaption des von Hans Possendorf verfassten Krimis Klettermaxe, der bereits 1927 verfilmt worden war.
Die Drehbuchautoren Johanna Sibelius und Eberhard Keindorff aktualisierten den in der Zwischenkriegszeit angesiedelten Kriminalroman und arbeiteten ihn zu einer turbulenten Kriminalkomödie um.

### Besetzung
Bei der Besetzung der weiblichen Hauptrolle mit Liselotte Pulver gelang den Produzenten ein wahrer Glücksgriff. Die damals 22-jährige Schauspielerin stand seit 1950 unter Vertrag bei dem Filmproduzenten Friedrich A. Mainz, der die Realisierung von Klettermaxe unterstützte. Der Film legte den Grundstein zur langjährigen Zusammenarbeit zwischen Liselotte Pulver und Kurt Hoffmann, der die Darstellerin in den 1950er Jahren zu einem auch international bekannten Star des deutschen Films aufbaute. In ihren Memoiren erinnerte sie sich auch an Klettermaxe: „Die Dreharbeiten begannen, und wir verstanden uns phantastisch. Er fand einfach alles komisch, was ich machte: meinen südamerikanischen Akzent, den er sich für mich ausgedacht hatte, meine akrobatischen Bemühungen als exzentrische Tänzerin und vor allem meine lange Leitung, wenn ich seine Regieanweisungen nicht gleich verstand.“
Als männlichen Hauptdarsteller engagierte man Albert Lieven, der Deutschland 1936 mit seiner jüdischen Frau verlassen hatte und seit 1951 wieder auf dem heimischen Filmmarkt Fuß fassen wollte. Nach der von der Kritik eher schlecht beurteilten Operettenverfilmung Die Dubarry gelang ihm mit Klettermaxe ein gelungenes Comeback. Für seine Mitwirkung benötigte er eine Freistellung der Rank Organisation, bei der er noch unter Vertrag stand.
Eine weitere Sensation des Films waren die spektakulär in Szene gesetzten Klettereien des Stuntdoubles Arnim Dahl. Für Klettermaxe schrieb er gegen Ende der Drehzeit sogar zusätzliche Szenen, die ihn in einer Doppelrolle zeigen: Als Klettermaxe und als Polizist, der ihn verfolgt. Besonderen Spaß hatte der Produzent Herbert Obscherningkat an der Szene, in der Dahl mit einem Dolch gegen eine hohe Kulisse springt und sie im Fall bis unten hin aufschlitzt. Der Sensationsdarsteller erwies sich als perfekter Werbeträger für den Film, wie Obscherningkat 1953 einräumte: „Dahl verkauft sich so großartig. Tollkühnheit allein macht es ja nicht. Irgendwo runterspringen können viele, aber Dahl macht auch noch den nötigen Wind dazu.“ Nach Ende der Dreharbeiten engagierte der Europa-Filmverleih den Sensationsdarsteller, in 22 westdeutschen Städten als lebende Reklame an Häuser- und Kinofassaden zu klettern, um für den Film zu werben. Dahl glückte der für ein Double ungewöhnliche Coup, mit der ersten großen Rolle populärer zu werden als der Hauptdarsteller.
Das übrige, ebenfalls überzeugende Ensemble bestand aus namhaften Darstellern wie Erna Sellmer, Harald Paulsen, Paul Henckels, Hubert von Meyerinck und Josef Sieber.

### Produktion
Die Dreharbeiten fanden von Mitte Februar bis Mitte März 1952 in Hamburg statt. Die Innenaufnahmen drehte man in den Studios der Real-Film in Hamburg-Tonndorf. Für die Filmbauten waren Willi A. Herrmann und Heinrich Weidemann verantwortlich. Dascha Rowinskaja entwarf die Kostüme, wobei ihr Irms Pauli assistierte. Die Kostüme für die Modeschau stammten vom Modeschöpfer Charles Ritter. Die Produktionsleitung übernahm Dietrich von Theobald.

### Filmmusik
Die Filmmusik stammt aus der Feder von Hans-Martin Majewski. Den Text zu dem Lied Mein Herz schlägt im Rhythmus der Liebe schrieb Kurt Schwabach.

## Sonstiges
Im Vorspann wird der Vorname von Liselotte Pulver versehentlich mit „ie“ geschrieben.
Im Nachkriegs-Berlin wurde 1948 tatsächlich ein Serieneinbrecher verhaftet, der nach tollkühnen Fassadenklettereien den Spitznamen „Klettermaxe“ erhalten hatte.

## Rezeption

### Veröffentlichung
Die FSK gab Klettermaxe am 25. April 1952 ab 12 Jahren frei. Am 15. Mai des gleichen Jahres erfolgte die Uraufführung in der Filmbühne Wien in West-Berlin. In Österreich lief der Film unter dem Titel Corry Bell. Zu einer Vermarktung in der damaligen DDR kam es zunächst nicht, da der Film in den Augen der dortigen Filmzensur die Jugend zur Lektüre von Kriminalschmökern hätte anregen können.
Der Film erwies sich als großer kommerzieller Erfolg. Mit dem Film Das Nachtgespenst (Regie: Carl Boese) versuchte die Porta-Filmproduktion 1953 an den Erfolg von Klettermaxe anzuknüpfen. Liselotte Pulver ist darin, wiederum an der Seite eines Kriminalschriftstellers (gespielt von Hans Reiser), auf der Jagd nach einer ganzen Bande von Phantomen. Bereits 1952 hatte man zwei Filme „einer Serie im Klettermaxe-Genre“ mit Liselotte Pulver und Albert Lieven angekündigt. Die Projekte mit den Titeln Liselotte und die Feuerwehr sowie Liselotte soll heiraten wurden allerdings nicht realisiert.
Im Fernsehen wurde Klettermaxe erstmals am 24. Juni 1963 im ZDF ausgestrahlt. Am 15. Juni 1968 lief der Film schließlich im Fernsehen der DDR. 2013 erschien er erstmals auf DVD.

### Kritiken
„Wer da bisher behauptet, in Deutschland gäbe es keine Filmkomödien, der wird seine Meinung revidieren müssen. Klettermaxe ist eine Filmkomödie, eine herrliche Parodie, ein geistreicher (nicht ‚geistreichelnder‘) Klamauk, ohne sich auf die ‚abschüssige‘ Bahn des politischen Kabaretts zu begeben, ohne Anspielungen und Angriffe, nur sehr lustig. Diese Filmkomödie hat ein Buch… das stimmt. Aber über dieses Buch hinaus hat hier die Regie das Hauptverdienst. Schon mit Königin für eine Nacht [sic] und Fanfaren der Liebe bewies Kurt Hoffmann, daß er ein Meister der komödiantischen Filmregie ist. Hier konnte er ganz aus dem Vollen schöpfen. Und was hat der Regisseur aus dem Schauspielerteam gemacht! Konnte man Liselotte Pulver bisher zum begabten Nachwuchs zählen, so muß man sie jetzt zur Spitze unserer Begabungen rechnen. Und Albert Lieven dürfte wieder zu den Lieblingen des Publikums, dessen jüngerer Teil ihn ja nicht mehr kannte, zu rechnen sein. Seine noble Männlichkeit geht nicht einmal verloren, wenn er unter der gruseligen Maske des Klettermaxe geheimnisvoll und augenzwinkernd als Phantom erscheint… Wenn dieser Klettermaxe nicht die Einnahmen der Theaterkassen hinaufklettern läßt, dann müßte in Deutschland die Fähigkeit, sich zu freuen, zu schmunzeln und zu lachen, ausgestorben sein.“

„[…] Unter der Regie von Kurt Hoffmann entstand ein flotter Kriminallustspielfilm mit komödiantischen Launen und bewegten Szenen. Albert Lieven in der Hauptrolle wirkt zwar etwas steif, bleibt aber immer der sympathische Darsteller. Umso glaubhafter nutzen die anderen Mitwirkenden, an ihrer Spitze Liselotte Pulver, alle Möglichkeiten der amüsant ablaufenden Handlung aus. Das Publikum hat viel Spaß an Klettermaxe.“

„[…] Es ist blanke, zwar hintergrundlose, aber sehr nette, vorbehaltlos lustige Unterhaltung […]“

„[…] So wird’s gemacht. Nämlich ein Erfolgsfilm… Hoffmann kann es wirklich. Nämlich ein Filmlustspiel drehen. Wie er die Einfälle sich überschlagen läßt, wie er sie musikalisch (Hans Martin Majewski) serviert, wie er die akustisch wie optisch gleich witzige Szenenfolge flott abspult, das hat zuweilen den Zuschnitt eines René-Clair-Films. Gewiß will Hoffmann keine Filmkunst, sondern D-Mark machen. Mit Klamotte und Klamauk und Geschmack. Wenn es im deutschen Film nicht so traurig aussähe, würde man nicht viel darüber reden. Aber so müssen Unterhaltungsfilme wenigstens sein […]“

„[…] Kurt Hoffmann inszenierte mit leichter Hand, streute zahlreiche Gags über den vergnüglichen Kohl und nähert sich zaghaft den Grenzen der echten Groteske… Kurzum: eines der wenigen deutschen Lustspielchen, über die man wirklich lacht. Kleine bis mittelgroße Gaudi.“

„Zweites und geschickteres Come back [sic] von Albert Lieven: als Fassadenkletterer, der rein aus Neigung Verbrecher überrumpelt und der weniger fixen Polizei gefesselt hinterläßt. Erste wirkliche Talentprobe für Liselotte Pulver, die sich mädchenhaft und exzentrisch zugleich austoben und austanzen darf. Quatsch mit Anmut und ohne Längen.“

„[…] Wer nun Klettermaxe, der fassaden-erklimmende Sherlock Holmes ist, darf nicht verraten werden. Nur so viel sei gesagt, daß sich in diese köstlichen Kriminalkomödie unter Kurt Hoffmanns sauberer Regie Humor mit Charme und Situationskomik ohne Klamotte gefunden haben. Ein erfreuliches Comeback von Albert Lieven, frisch und strahlend, jung wie einst. Von überschäumendem Temperament, von Film zu Film reizvoller und überzeugender werdend: Liselotte Pulver. Beide vielleicht das kommende, quicklebendige Filmliebespaar. Drumherum prächtige Typen der Unterwelt… Neunzig Minuten lang ungetrübte Heiterkeit und schmunzelndes Vergnügen.“

„[…] Albert Lieven ist ein ‚Klettermaxe‘ wie man sich ihn kaum besser wünschen kann: Ein Gentleman mit Humor und Mut, mit Herz und Verstand. Sein Double Arnim Dahl, der leider zur Zeit verletzt im Krefelder Krankenhaus liegt, wartet mit atemberaubenden artistischen Leistungen auf. Bezaubernd die Corry von Liselotte Pulver. Sie ist kapriziös, kess, leidenschaftlich und liebenswürdig zugleich… Auf der Ebene des Unterhaltungsfilms gehört Klettermaxe zum Nettesten, was man in letzter Zeit sah.“

„Unterhaltsame Kriminalkomödie.“